# Домінік Грушовський
Домінік Грушовський (словац. Dominik Hrušovský; 1 червня 1926, село Велька Мання, Чехословаччина — 27 липня 2016, Нітра, Словаччина) — словацький прелат і ватиканський дипломат.

## Життєпис

### Освіта і священство
У 1945 закінчив Трнавську семінарію. Навчався на богословському факультеті в Братиславі. У 1946 його, як обдарованого студента, направили у Папський Латеранський університет в Римі.
Отримав вчені ступені бакалавра філософії і магістра богослов'я.
23 грудня 1950 в кафедральному соборі Святого Іоана Хрестителя на Латеранському пагорбі в Римі був висвячений на священика Трнавської єпархії.
Здійснював пастирське служіння в Північній Італії, спочатку в якості священика, а потім як адміністратор парафії в єпархії Беллуно. У 1953 став священиком в Доломітових Альпах.
Після двох років роботи Священної Конгрегації у справах семінарій та університетів призначений професором філософії і догматики в папській семінарії в Вітербо, де він працював в 1955—1959. У 1962—1966 — член словацької католицької місії в Парижі.
З 1966 працював у словацькому інституті святих Кирила і Мефодія в Римі, а з 1 березня 1973 по 31 грудня 1992 був його ректором. З грудня 1970 — Капелан Його Святості. З 1975 — повірений у справах Святого Престолу по духовному обслуговуванню для словацьких католиків за кордоном. З 1976 року — Почесний прелат Його Святості.

### Єпископське служіння
18 грудня 1982 возведений у сан титулярного єпископа Тубіа (Tubiensis). 6 січня 1983 возведений в єпископа Іваном Павлом II у соборі Святого Петра в Ватикані. З 17 грудня 1992 — єпископ-помічник Братиславсько-Трнавської архиєпархії (Словаччина) і Генеральний секретар Єпископської конференції Словаччини.

### Папський нунцій
15 квітня 1996 вступив на дипломатичну службу Святого Престолу і був призначений Апостольським нунцієм в Республіці Білорусь і хіротонізований в сан архієпископа Тубії. Вірчі грамоти вручив 22 травня 1996.
8 жовтня 2001 залишив посаду нунція і закінчив дипломатичну службу у зв'язку з виходом на пенсію; переїхав до Ватикану.

### Життя і діяльність після відставки
З 29 жовтня 2001 — радник відділу з відносин з державами світу Державного секретаріату Святого Престолу. З 20 грудня 2001 — член Папської комітету з міжнародних євхаристійних конгресів.
У 2007 році повернувся у Словаччину й оселився в місті Маня, на південному заході країни.
Помер 27 липня 2016, в місті Нітра, Словаччина.

### Суспільна діяльність
Після утворення Всесвітнього конгресу словаків був членом відділу по зв'язках із словаками за межами Словаччини і з 1973 був головою релігійного відділу Всесвітнього конгресу словаків.

## Нагороди
- Орден Людовита Штура 1 ступеня (Словаччина, 31 серпня 1996)[2]
- Кавалер ордена «За заслуги перед Італійською Республікою» (Італія, 27 грудня 1998)[3]
- Почесний доктор Католицького університету в Ружомберку (Словаччина, 2009)[4]